# Escasez en Venezuela
La escasez en Venezuela es un fenómeno que ha afectado a la economía venezolana desde la década de 2010 durante la Revolución bolivariana, y que ha estado generado una denunciada crisis humanitaria en Venezuela. Esta situación se da en productos con precios regulados por el gobierno de Venezuela. En estados fronterizos, como Táchira y Zulia, la problemática se agrava aún más debido a la facilidad de llevar mercancía con precio artificialmente bajo, debido al control de precios, desde Venezuela hacia Colombia como contrabando.
La administración de Maduro ha negado la magnitud de la crisis; y ha rechazado la ayuda humanitaria de Amnistía Internacional, las Naciones Unidas, y otros grupos a medida que las condiciones han empeorado. Las Naciones Unidas y la Organización de Estados Americanos han declarado que la escasez ha resultado en muertes innecesarias en Venezuela y han instado al gobierno a aceptar ayuda humanitaria. Aunque The New York Times sostiene que la administración de Maduro y su irresponsabilidad económica han causado directamente la falta de alimentos, Maduro ha declarado que el país está bien en términos de acceso a alimentos.
Hay escasez de leche, carne, café, arroz, aceite, harina precocida, mantequilla, papel higiénico, productos de primera necesidad (papel higiénico, pasta dental y otros productos de aseo personal), medicinas (para tratar el cáncer entre otros), gasolina, e inclusive otros como prótesis mamarias. Para enero de 2017, la escasez de medicamentos alcanzó el 85%, según la Federación Farmacéutica de Venezuela. Las largas horas de espera se han vuelto comunes y aquellos que esperan no siempre reciben atención. Algunos venezolanos han recurrido a comer frutas silvestres y basura.
El 9 de febrero de 2018, un grupo de Procedimientos Especiales de las Naciones Unidas y los Relatores Especiales sobre alimentación, salud, vivienda adecuada y extrema pobreza emitieron una declaración conjunta sobre Venezuela, declarando que gran parte de su población está pasando hambre y careciendo de lo esencial en una situación que creen no terminará.

## Antecedentes

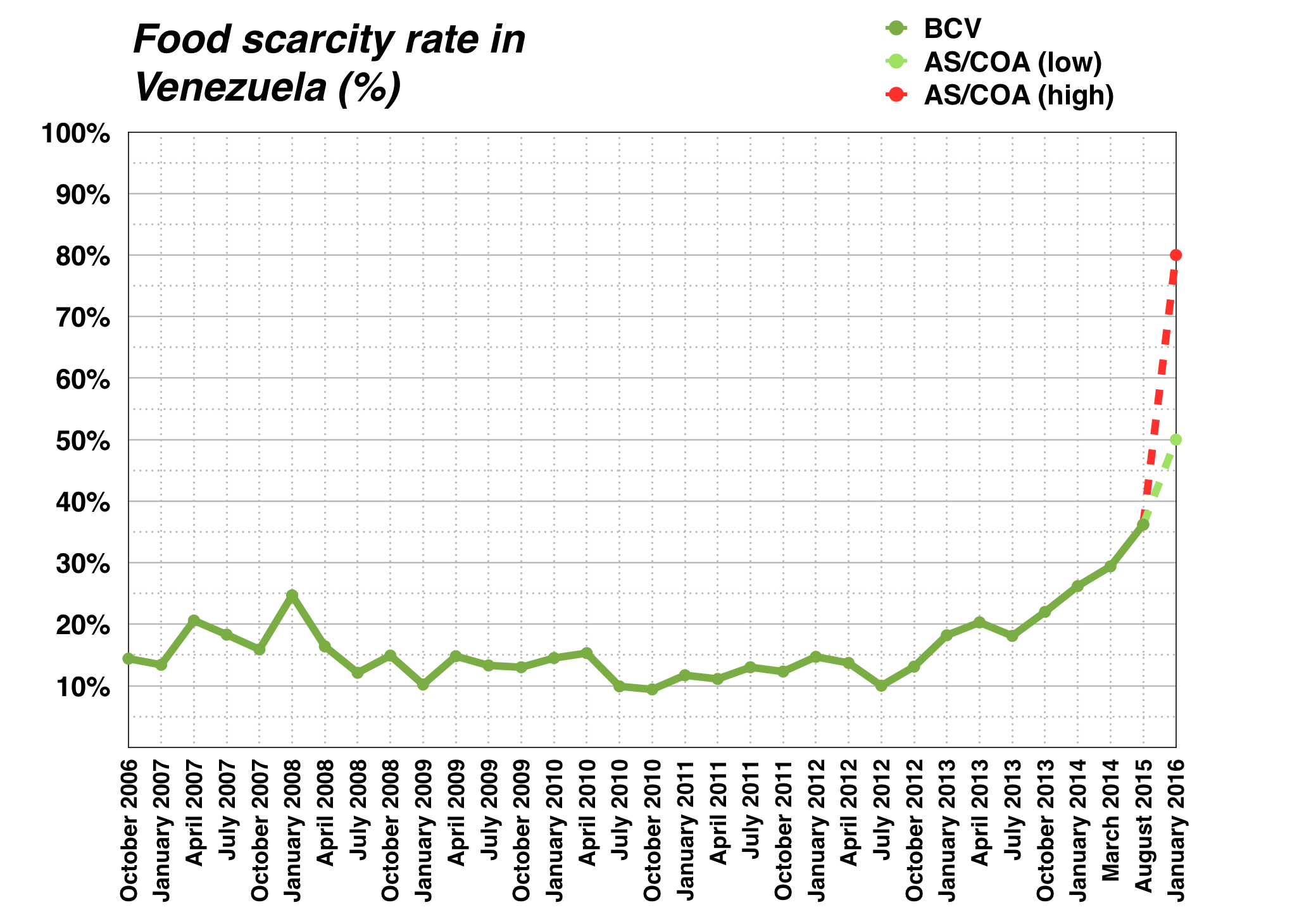
Gráfico que muestra la escasez de alimentos en Venezuela.

Venezuela desde 2005 enfrentó un tipo de escasez ocasional, cuando el Banco Central de Venezuela reportó un 5 % de los artículos no disponibles. En enero de 2008, se reportó una escasez del 24,7 % de productos en Venezuela, registrando una tendencia al alza en la escasez de bienes hasta mayo de 2008, cuando se registró una escasez de 16,3 % en los establecimientos. Sin embargo, la escasez volvió a aumentar en enero de 2012 a casi la misma velocidad que el 2008. Las tasas de escasez siguieron aumentando y alcanzaron un nuevo máximo histórico de 28 % en febrero de 2014. El gobierno de Venezuela ha dejado de informar los datos de escasez desde entonces cuando la tasa se situó en 28 %.

## Consumo de alimentos
En 2013, el presidente del Instituto Nacional de Estadística (INE) Elías Eljuri, sugirió que la escasez en el país se debe a la alimentación de los venezolanos, diciendo que "el 95 % de la gente come tres o más comidas al día" al hacer referencia a una encuesta nacional. Datos proporcionados por la oficina de estadísticas del gobierno venezolano mostró que en 2013 el consumo de alimentos por los venezolanos en realidad disminuyó.

## Escasez de gasolina

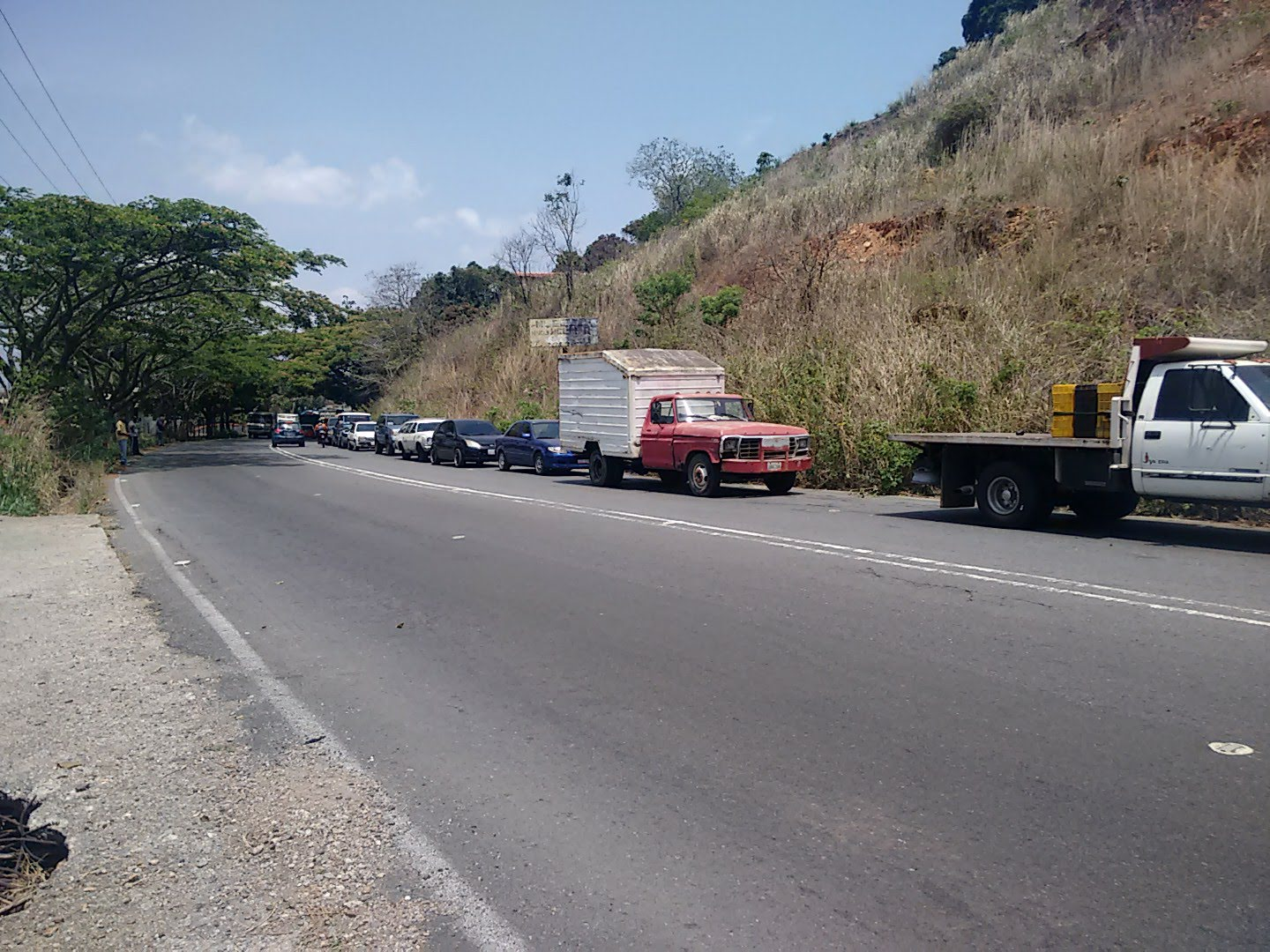
Cola de gasolina en el km. 35 de la Carretera Panamericana del Estado Miranda

Debido a la crisis económica que vive el país, la corrupción del sector petrolero e instalaciones obsoletas, el suministro de gasolina se ha visto mermado en gran parte del país durante la pandemia del COVID-19. El gobierno nacional ha dispuesto un racionamiento estricto en donde solo pueden surtir gasolina el personal médico y militar, empresas de transporte de alimentos o personas que porten un salvoconducto oficial. Diferentes reportes han indicado que el control por parte de la Guardia Nacional Bolivariana (GNB) de las estaciones de servicio ha tenido como consecuencia la extorsión generalizada en dólares para surtir gasolina. Luis Vicente León de Datanálisis prevé una escasez aguda de alimentos debido al desabastecimiento de gasolina en el país.

## Respuesta del gobierno
Durante los gobiernos de Hugo Chávez y Nicolás Maduro, se ha atribuido la raíz de dicha escasez, en primer lugar, a un aumento en el consumo, debido al alza del poder adquisitivo del venezolano, que no puede ser rápidamente satisfecho por la producción, y, en segundo lugar, al acaparamiento y el contrabando. Alejandro Fleming, quien fue ministro de comercio de 2013 a 2014, atribuyó la raíz del problema a empresas "parasitarias no productivas", que supuestamente usan las divisas del estado para captar capital en lugar de dedicarse a surtir de alimentos a la población.
El presidente del Instituto Nacional de Estadística (INE), Elías Eljuri, sugirió que las carencias en el país se debían al patrón de consumo de la creciente población, comentando que "el 95 % de la gente come tres o más comidas al día" al hacer referencia a una encuesta nacional. Sin embargo, pese a que desde 1998 se ha evidenciado un incremento poblacional sustancial, los datos proporcionados por el INE han señalado que en 2013 el consumo de alimentos de los venezolanos disminuyó en comparación con años anteriores. De acuerdo a cifras del Banco Central de Venezuela (BCV), los precios de los alimentos han incrementado un 76,2 % entre mayo de 2013 y mayo de 2014, y según Salomón Centeno, economista y profesor universitario, se estima que basado en estas estadísticas la inflación anual de alimentos estaría por encima del 100 %. El BCV también registró un déficit del 26,9 % de mercancías en marzo de 2014.
Sin embargo, según diversos analistas, este fenómeno ha sido el resultado de políticas de un alto corte controlador, impulsadas por el gobierno venezolano desde 2003, durante la gestión de Hugo Chávez, como el control de precios, el control de cambio, la inamovilidad laboral, las expropiaciones, y otras medidas socioeconómicas que habrían debilitado al sector productivo del país. Estas políticas fueron continuadas por el presidente Maduro dando lugar a una mayor escasez, quien, pese a las observaciones hechas por diversos sectores, ha llegado a culpar a la CIA por esta situación.

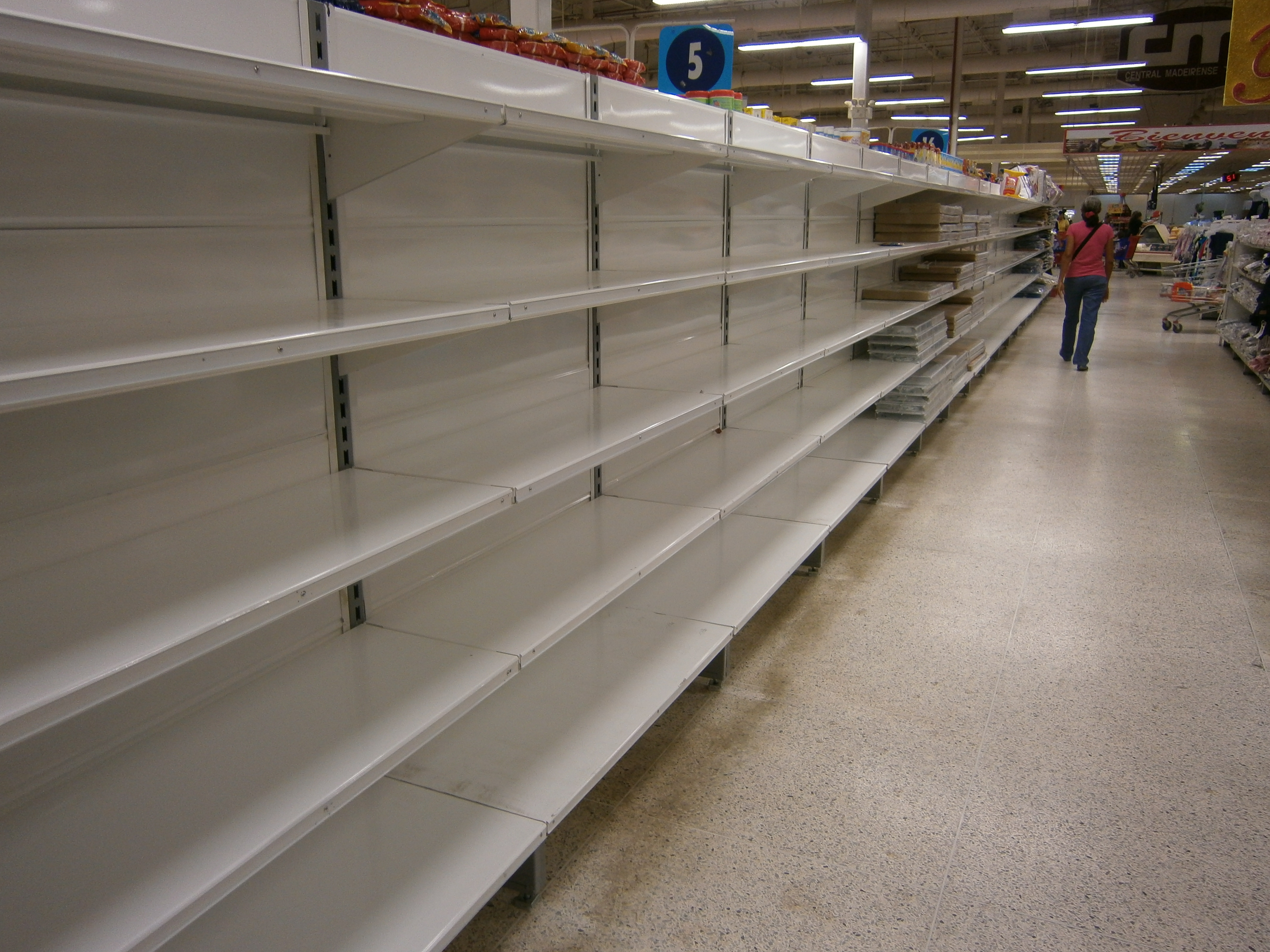
Estantes vacíos en una tienda debido a la escasez.

A su vez, el economista Asdrúbal Oliveros de la consultora venezolana Ecoanalítica, y el economista Francisco Rodríguez, del Bank of America Corporation, creen que la escasez en Venezuela es el resultado de varios elementos, como el exceso de confianza en las importaciones, la falta de producción, el control de precios, y otras políticas gubernamentales. Al mismo tiempo, los productores venezolanos afirman también que la falta de dólares y los estrictos controles de precios hacen que sea difícil importar bienes no producidos en Venezuela, lo que atenúa aún más la falta de oferta debida a la merma del sector productivo. Esta problemática se ha traducido en una fuerte inflación debida a la alta demanda de bienes, que al mismo tiempo se refleja en la sobrevaluación del bolívar con respecto al dólar ofertado por el Centro Nacional de Comercio Exterior (CENCOEX) a través de la tasa de 6.30Bs./USD. Sobre este sentido, en un artículo de Reuters, esta agencia ha señalado que al convertir el precio de los productos afectados por la inflación de bolívares a dólares (a tasa de 6.30Bs./USD) se dan casos en los que un kilo de zanahorias se oferta a 19,05 dólares, 36 paquetes de lápices de colores a partir de $ 115, un par de pantalones de mezclilla a $ 793, o un par de zapatos para correr a $ 1.198. Dicha situación de sobrevaluación monetaria ha generado el surgimiento de un mercado paralelo de divisas estadounidenses, que para septiembre de 2014 llegó a situarse a una tasa de 100 Bs/USD
A finales de 2013, los productos llegaron a ser tan escasos que casi una cuarta parte de estos no estaban en los anaqueles. La escasez se manifiesta en productos básicos como alimentos, papel higiénico, leche, harina, así como artículos médicos y piezas de automóviles. Debido a la escasez de papel higiénico, el gobierno venezolano ocupó la fábrica de MANPA para comprobar las operaciones y prevenir la presunta "desviación de la distribución" del producto, así como una "gestión ilegal" del mismo. El diario El Tiempo informó que algunos bienes en tiendas venezolanas tenían una prima de 114 % a 425 % mediante negociaciones "bajo la mesa" entre el gobierno venezolano y los comerciantes. Al mismo tiempo, algunas fuentes han llegado a señalar que, debido a la situación de escasez, ciertos venezolanos han llegado a recurrir a sus familiares en el exterior para poder adquirir alimentos y productos de higiene a través de diferentes servicios de envío.
A mediados de 2014 Caracas sufrió una importante escasez y racionamiento de agua, debido a lo que los críticos denominaron "mala planificación" por parte del gobierno venezolano. El presidente Nicolás Maduro afirmó que la escasez de agua era debida al calentamiento global y al fenómeno de El Niño.
Se ha reportado que algunas personas han sido apresadas, por el gobierno nacional, por tomar fotografías a filas de personas de supermercados con su teléfono celular.

## Contrabando
En una entrevista con el presidente Maduro por The Guardian, se observó que una "proporción significativa" de productos básicos subvencionados que escasean estaban siendo introducidos de contrabando en Colombia y se vendían a precios mucho más elevados.
El gobierno venezolano afirma que alrededor del 40 % de los productos básicos que subvenciona para el mercado interno se introducen de contrabando fuera del país, a los países vecinos, como Colombia, donde se venden a precios mucho más altos. Schaefer Muñoz afirma que de lo que importa y subvenciona el gobierno de Venezuela sólo el 10 % sale del país como consecuencia del contrabando.

## Efectos

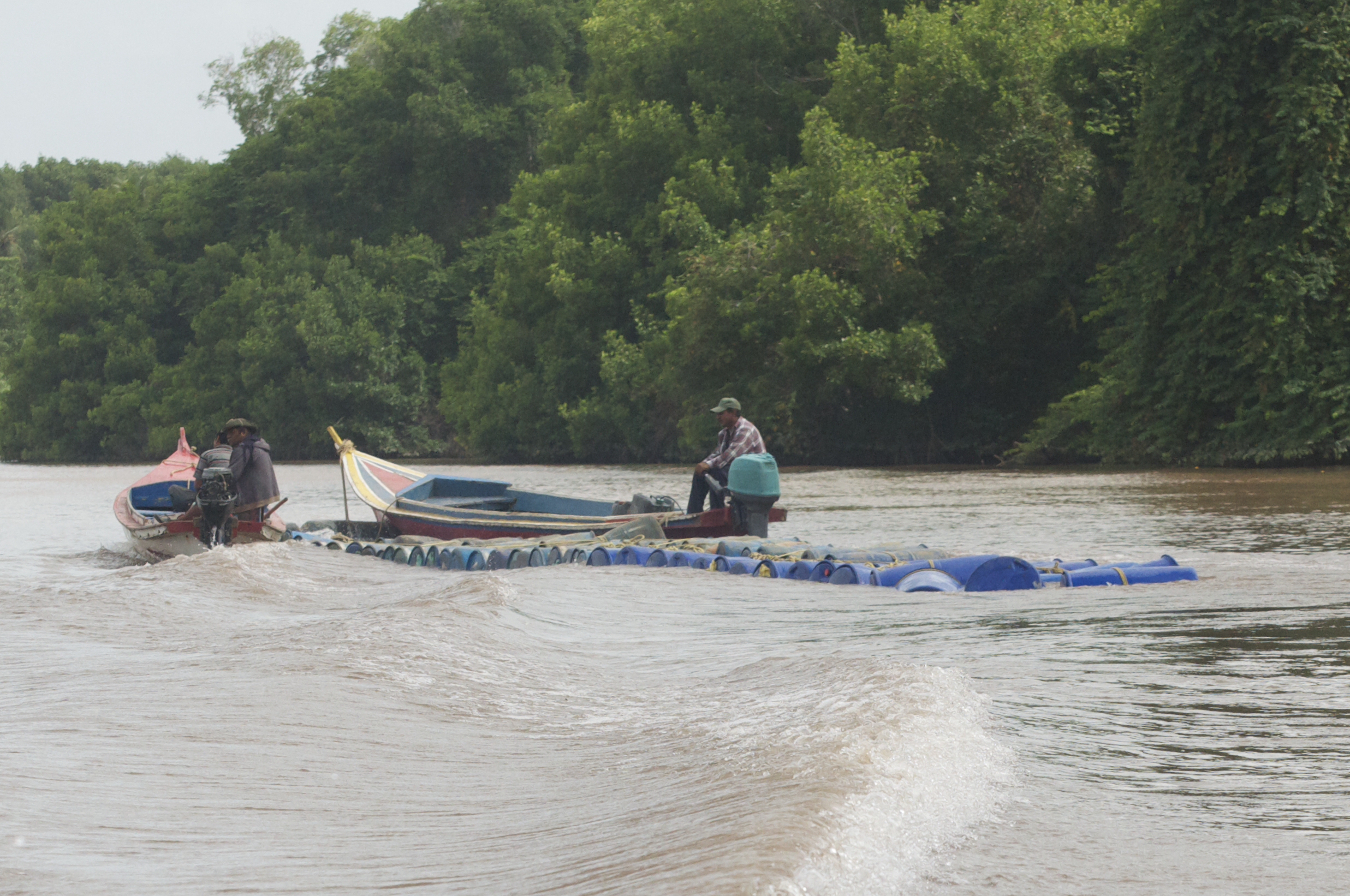
Contrabando de gasolina en el río Limón, Estado Zulia

Varios productos son mucho más baratos en Venezuela que en Colombia, Brasil y otros países limítrofes, debido al control de precios impuesto por el gobierno venezolano en un intento de detener la inflación. Esta situación ha desatado un fenómeno de contrabando, casi masivo, de productos hacia países fronterizos, y hacia la economía informal como una manera de burlar los controles de precios.
Son frecuentes las filas de personas que quieren comprar productos básicos en supermercados y otros negocios, y hasta los mismos usuarios del supermercado se escriben con tinta verde en sus manos números que indican su orden de llegada para evitar discusiones en la fila. Inclusive, ciertos establecimientos han decidido controlar la venta de productos por cliente, para evitar las compras masivas de presuntos contrabandistas.
El Banco Central de Venezuela (BCV) publica mensualmente el grado de escasez en diversas ciudades del país. En marzo de 2014, las cifras del BCV indicaban que había casi un 30 % de escasez.
Esta situación ha llevado al gobierno venezolano a impulsar medidas como el "Sistema Biométrico de Abastecimiento", tildado por medios como The Wall Street Journal como una forma de racionamiento.

### Saqueos
En 2015, la creciente frustración debido a la escasez y horas de espera en largas filas para adquirir productos condujo a saqueos en diferentes zonas de Venezuela. De acuerdo con el Observatorio Venezolano de conflicto social, cientos de situaciones que involucran saqueos e intentos de robo se produjeron en el país en la primera mitad del año. Se indica igualmente que la ola de saqueos no era una situación reciente, pero desde 2015 ha ido en aumento a lo largo del año. Los saqueadores muestran signos de "desesperación y malestar" porque están "frustrados por la incapacidad para encontrar artículos de primera necesidad".
En julio de 2015, la BBC afirmó que, debido a la escasez de bienes comunes de primera necesidad en Venezuela, todas las semanas hay videos compartidos en redes sociales en donde se observa a venezolanos saqueando supermercados y camiones de alimentos. En Ciudad Guayana, a finales del mes de julio, se produjo un saqueo originando como resultado un muerto y decenas de detenidos.

### Sanidad
El problema hospitalario comenzaría a manifestarse a inicios de 2013 con la escasez de medicamentos. La expectativa de vida ha disminuido y aquellos (o los familiares de) quienes padecen enfermedades como Cáncer, Asma, Epilepsia, Diabetes, Parkinson, Alzheimer entre otras, han experimentado la escasez de los fármacos que necesitan[cita requerida].
Ya para este mes de julio de este año 2018 los precios no son más baratos  en Venezuela que en Colombia, de hecho los alimentos aumentan diariamente si hoy te cuesta 2.500.000 bs una harina de maíz pre-cocida  mañana serán 2.800.000 por sistemas de puntos mediante tarjetas de crédito o de débito, el cual es otro fenómeno hiperinflacionario  ya que el mismo producto lo puedes conseguir en 700.000bs en efectivo es decir  1.800.000bs (un millón ochocientos mil bolívares menos) pero debido a la escasez de billetes el pueblo se ve en la obligación de comprar a precios especulativos y el gobierno no le pone frenos a esta manera de robar al venezolano mediante los llamados “puntos de ventas”, los cuales son sistemas electrónicos que te debitan un precio al  dinero que tiene la persona depositado en el banco que tenga el cliente y se le cobra por compra hasta un 5 mil % del valor que cuesta el producto en billete  efectivo. La comida diaria es yuca, frijol, sardina, casabe, y el llamado Comité Local de Abastecimientos y Producción (CLAP) brillan por su ausencia en algunos sectores de Venezuela, donde los mismos llamados consejos comunales, figura que impuso el gobierno de Hugo Chávez como forma de autogestión por el pueblo ha generado el hurto en los  productos donde terminan llegando deficientes o faltantes  porque los jefes de los consejos comunales (organización política locales también conocidas como juntas de vecinos) destapan las cajas y les quitan a cada una de ellas algunos productos sin embargo la gente lo sabe pero no reclaman porque estas micro organizaciones políticas pertenecen al gobierno bolivariano.

## Medidas y reacciones

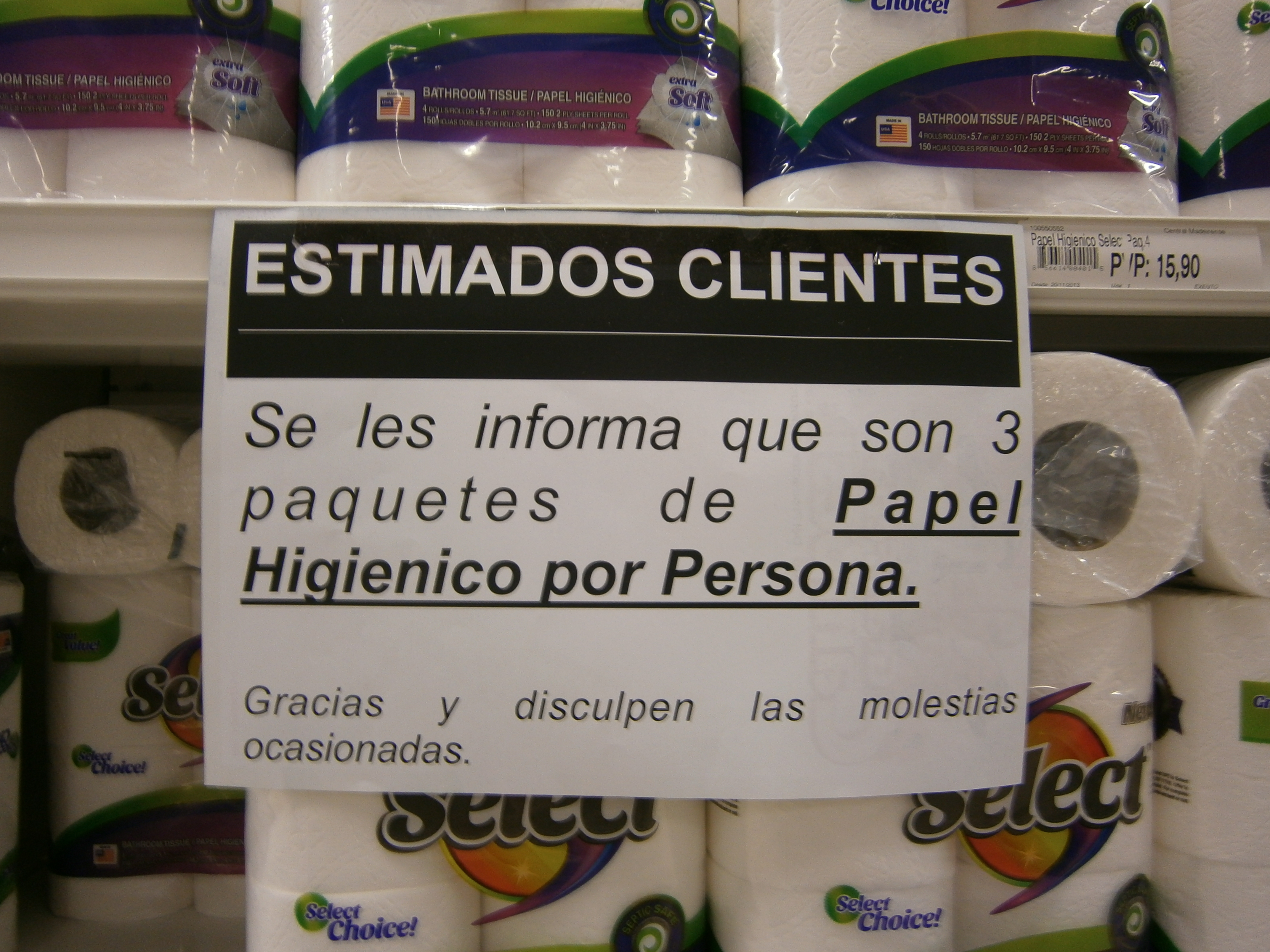
Cuando es posible encontrar los productos que escasean, la venta es regulada. En este caso, papel higiénico.

En una entrevista con el presidente Maduro por The Guardian, se observó que una "proporción significativa" de los productos básicos subsidiados escasean luego de ser contrabandeados hacia Colombia. El gobierno venezolano afirma que hasta un 40 % de los productos básicos que subvenciona para el mercado interno se desvían hacia los países vecinos, como Colombia, donde se venden a precios mucho más altos. Sin embargo, los economistas[¿quién?] no están de acuerdo con la explicación que ha dado el gobierno venezolano, y han afirmado que sólo el 10 % de los productos subvencionados sale del país por la vía del contrabando. En 2014, Venezuela se anexó a la lista de las naciones en donde los productos son racionados. Economistas estatales[¿quién?] indican que el gobierno venezolano comenzó el racionamiento debido a múltiples problemas, incluyendo una industria nacional improductiva que se ha visto afectada negativamente por las nacionalizaciones e intervención del gobierno, controles de cambio de divisas engorrosos que hacen imposible la entrega de dólares a los importadores, dólares necesarios para pagar por la mayoría de los productos básicos que entran en Venezuela. Según residentes de Venezuela, el gobierno también raciona el agua para aquellos que utilizan el agua más de 108 horas a la semana debido a sistemas de distribución de agua insuficientes. La gasolina también está racionada en Venezuela supuestamente debido al contrabando de gasolina venezolana subsidiada a Colombia.
En febrero de 2014, el gobierno declaró que había confiscado más de 3.500 toneladas de productos, entre alimentos y combustibles, en la frontera con Colombia que, según fue declarado, estaban destinados al "contrabando" y "especulación". El presidente de la Asamblea Nacional, Diosdado Cabello, dijo que la comida confiscada se debía ofertar al pueblo venezolano, y que no debía estar "en las manos de estos mafiosos".

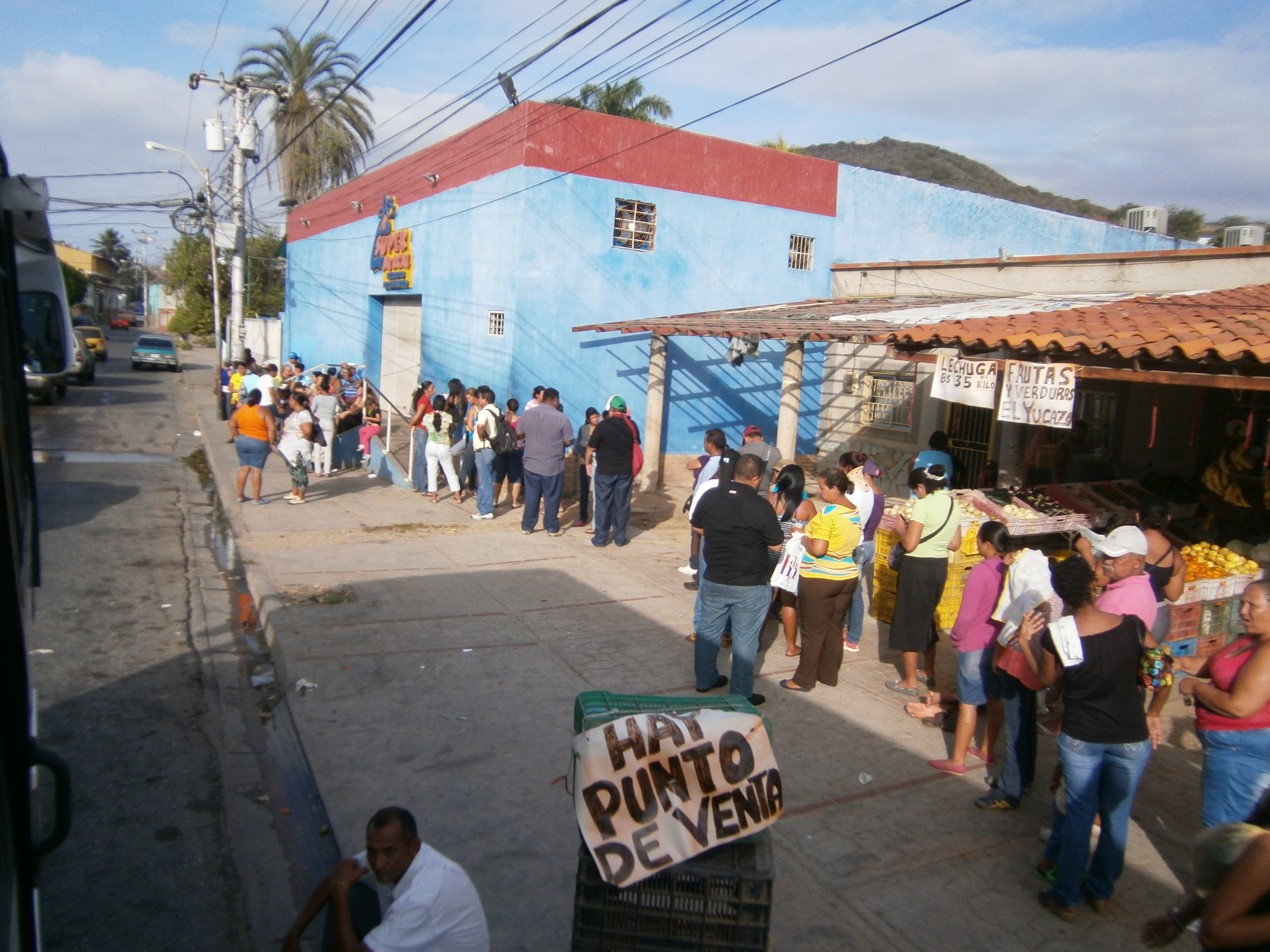
Fila de personas desde tempranas horas de la mañana aguardando la apertura del Mercal

En marzo de 2014, el presidente Maduro introdujo la llamada "tarjeta de abastecimiento seguro", usada para las compras en supermercados estatales, y destinada a combatir el contrabando y la especulación. Esto ha sido tildado por ciertos voceros como un "programa de lealtad" a través de una "tarjeta de racionamiento". En mayo de 2014, meses después de la introducción de la tarjeta, se informó de que 503 mil venezolanos se habían inscrito en este programa.
Poco después, en agosto de 2014, el presidente Maduro anunció la creación de un nuevo sistema de escaneo de huellas digitales, cuya instalación es voluntaria, con el fin de luchar contra la escasez de alimentos y contra el contrabando de productos regulados. Al mismo tiempo, el gobierno venezolano anunció que 17.000 soldados serían desplegados a lo largo de la frontera con Colombia, para ayudar a combatir el tráfico de productos básicos.
Consumidores venezolanos han manifestado posiciones adversas hacia estas políticas, afirmando que crean largas filas, y que el sistema no hace nada para aliviar la escasez al no influir directamente en un incremento de la producción. Tras el anuncio del sistema de huellas digitales, se dieron protestas en varias ciudades de Venezuela. La coalición opositora (MUD) realizó un llamado a los venezolanos a rechazar el nuevo sistema de capta huellas e instó a sus partidarios a realizar un "cacerolazo nacional", y por otro lado, estudiantes en el estado Zulia también se manifestaron en contra del sistema propuesto. Al mismo tiempo, Lorenzo Mendoza, presidente de Empresas Polar, la mayor productora de alimentos de Venezuela, expresó su desacuerdo con el sistema propuesto, diciendo que no tenía sentido penalizar a los 28 millones de venezolanos por el contrabando llevado a cabo por unos pocos.

## Disminución de la escasez
De 2012 a 2019 el consumo se contrajo 50 %, de acuerdo con el Banco Central de Venezuela (BCV). En promedio el venezolano llevaba 15 productos ahora apenas 4, de acuerdo con cifras divulgadas por la Asociación Nacional de Supermercados y Autoservicios (Ansa) en la Asamblea Anual de Fedecámaras. La reposición de un artículo se hacía en 24 horas, en la actualidad esto tarda 5 días aproximadamente, según la Asociación Nacional de Supermercados y Autoservicios (Ansa).  
La Fundación Bengoa revela que 80 % de la población tiene dificultades para acceder a la canasta alimentaria básica. Mientras que Cáritas de Venezuela advierte que, de enero a marzo de este año, la calidad de los alimentos se deteriora masivamente. Un estudio de Datanálisis afirma que apenas 30 % de la población tiene capacidad económica para adquirir bienes de consumo masivo como las pastas, cereales, bebidas, etc. El 70 % de la población reduce cada vez más los productos que lleva o en algunos casos ya no lleva.

### Reabastecimiento con productos importados
La liberación de los precios al consumo provocó que muchos supermercados en Venezuela quedasen abastecidos de alimentos y otros productos que no se encontraban debido a la escasez, pero esta vez, los anaqueles están llenos de productos importados, por lo que los precios que se encuentran para dichos artículos son más caros que los precios anteriormente establecidos por el estado.